# Hàn Hạo
Hàn Hạo (chữ Hán: 韓浩; bính âm: Han Hao) tự là Nguyên Tự (元嗣) là một viên tướng lĩnh phục vụ dưới trướng của lãnh chúa Tào Tháo trong thời Tam Quốc của lịch sử Trung Quốc.

## Tiểu sử
Hàn Hạo là người quận Hà Nội.
Thời Hán mạt binh lính nổi dậy khởi nghĩa, các huyện ở gần rừng núi, đều có nhiều giặc cướp, Hàn Hạo tụ tập quân lính phòng giữ trong huyện và theo về dưới trướng của Thái thú Vương Khuông. Ông này cho Hàn Hạo làm Tòng sự, đem binh đi cự Đổng Trác ở Minh Tân.
Tướng của Tào là Hạ Hầu Đôn nghe tiếng Hàn Hạo đề nghị tham gia lực lượng của ông này, Hàn Hạo hiến kế cho rằng phải gấp rút làm đồn điền để có lương thảo sung túc bổ sung kịp thời cho quân đội. Tào Tháo nhất trí với ý kiến của Hàn Hạo và phong cho Hàn Hạo lên làm Hộ quân. Sau Hàn Hạo theo Tào Tháo tấn công Liễu Thành, được đổi chức quan là Trung hộ quân, đặt ra chức Trưởng sử, Tư Mã. Sau đó lại theo đi đánh Trương Lỗ buộc Trương Lỗ ra hàng.
Cuối đời, Hàn Hạo làm đến chức Trung hộ quân, Hoán làm đến chức Trung lĩnh quân, đều được cai quản quân cấm binh, phong làm Liệt hầu. Con của Hàn Hạo là Hàn Tĩnh nối nghiệp cha

## Trong Tam Quốc diễn nghĩa
Trong tiểu thuyết Tam Quốc diễn nghĩa, nhân vật tên Hàn Hạo được giới thiệu là anh trai của nhân vật Hàn Huyền, Thái thú Trường Sa. Sau khi Hàn Huyền bị Ngụy Diên giết. Hàn Hạo thề trả thù và tình nguyện đi cùng với Hạ Hầu Đức tấn công núi Thiên Đãng nhưng không may Hàn Hạo bị quân Thục phục kích và bị tướng Nghiêm Nhan giết chết.